# Noto International Women's Open 2013
Il Noto International Women's Open 2013 è stato un torneo di tennis facente parte della categoria ITF Women's Circuit nell'ambito dell'ITF Women's Circuit 2013. Il torneo si è giocato a Noto in Giappone dal 2 all'8 settembre 2013 su campi in erba e aveva un montepremi di $25,000.

## Vincitrici

### Singolare
Doroteja Erić ha battuto in finale  Eri Hozumi con il punteggio di 6–0, 6–3

### Doppio
Eri Hozumi /  Makoto Ninomiya hanno battuto in finale  Kazusa Ito /  Yuka Mori con il punteggio di 6–4, 6–4